# インタープリテーションネットワーク・ジャパン
一般社団法人IPNET-Jインタープリテーションネットワーク・ジャパンは自然保護･環境教育･指導者養成活動を行う団体である。大阪府に事務局を置き、インタープリテーションおよび環境教育の研究と情報交換などを行っている。

## 歴史
1995年に、「インタープリター」に関する情報交換や交流を行う任意のネットワークとして活動を開始した。
2002年に緩やかな情報交換・交流ネットワークとして組織整備された。

## 概要
「インタープリテーションの研究・情報交換および環境教育のゴールの普及啓発」を目的とし、
日本全国22都道府県に参与を置いて、運営委員会の提言を受け事務局がネットワークを運営している。
事務局所在地
〒562-0005 大阪府箕面市新稲6-21-2 やわらか環境ベースFU内
事業
1. スクールインタープリター養成事業（文部科学大臣・環境大臣登録講座）
2. 講座講師養成事業
3. 講師派遣事業
4. 学校支援・学校サポーター事業
5. 教員研修事業
6. その他の事業